# Castelu
Castelu (in turco Köstel) è un comune della Romania di 4 953 abitanti, ubicato nel distretto di Costanza, nella regione storica della Dobrugia.
Il comune è formato dall'unione di 2 villaggi: Castelu e Nisipari.